# Monte Granero
El Monte Granero (3170 m) es una cima de los Alpes italianos que se encuentra a lo largo de la divisoria de aguas entre el Valle Val Pellice y el Valle del Po, cerca de la frontera con Francia.
- Datos: Q2289005
- Multimedia: Monte Granero / Q2289005